# TSOL
TSOL o T.S.O.L. es una banda estadounidense de punk, que se formó en 1979 en Long Beach, California. TSOL es la sigla de True Sounds of Liberty, sin embargo, la banda raramente es referida por su nombre real.

## Historia

### Inicios
Originalmente TSOL era una banda de hardcore punk, con el vocalista Jack Grisham, el guitarrista Ron Emory, el bajista Mike Roche y el percusionista Todd Barnes. 
Su primer álbum fue Dance With Me, en el que exploraron con temas fuertes y oscuros, propios del género que interpretaban. Su segunda entrega se tituló Beneath the Shadows, disco en el que contaron por primera vez con el teclista Robert Taylor, quien dio una nueva dimensión a su sonido. Sin embargo, muchos fanáticos del sonido original de la agrupación se vieron decepcionados, ocasionando que la banda perdiera bastante popularidad, hecho que causó la salida de Jack Grisham y Todd Barnes, que fueron reemplazados por Joe Wood y Mitch Dean, respectivamente. Esta nueva alineación lanzó el álbum Change Today? en 1984.

### Experimentación
La banda cambió drásticamente su sonido en el siguiente disco, Revenge, optando por un estilo Glam metal, lo que continuaría en los discos Hit and Run y más marcadamente en Strange Love. Se hicieron amigos de la banda de Hard rock Guns N' Roses, hecho que se evidencia en algunos videos de esta banda, donde sus músicos aparecen con camisetas con el logo de TSOL, especialmente en el de Sweet Child o' Mine, donde el baterista Steven Adler usa una de ellas.

### Reunión de los miembros originales
En 1996, algunos de los miembros originales decidieron reunirse para tocar temas de los primeros discos de la banda. Sin embargo, Joe Wood era el dueño de los derechos del nombre, lo que ocasionó que en 1999 se presentara una disputa legal entre los miembros originales y Wood. Así, la banda retomó su sonido característico y lanzó dos nuevos discos. 

## Miembros
- Jack Grisham - voz
- Ron Emory - guitarra
- Mike Roche - bajo
- Matt Rainwater - batería
- Greg Kuehn - piano, sintetizadores

## Discografía

### Álbumes
- Dance With Me - (1981)
- Beneath The Shadows - (1982)
- Change Today? - (1984)
- Revenge - (1986)
- Hit and Run - (1987)
- Live - (1988)
- Strange Love - (1990)
- Live 91 - (1991)
- Disappear - (2001)
- Divided We Stand - (2003)
- Who's Screwin' Who? - (2005)
- Live From Long Beach - (2007)
- Life, Liberty & the Pursuit of Free Downloads - (2009)
- The Trigger Complex (2017)
- A-Side Graffiti (2024)

### EP
- T.S.O.L. EP - (1981)
- Weathered Statues - (1982)

### Sencillos
- "Colors" - (1986)
- "Man & Machine / Peace Through Power" - (1990)
- "Anticop" - (2001)

### Bandas sonoras
- "Nothing For You" - Return of the Living Dead

### Compilación
- Thoughts of Yesterday 1981-1982 - (1988)
- Weathered Statues - (1997)
- F#*k You Tough Guy: The Collection - (2008)

### Bootlegs
- 1980 Demo - (1980)[1]
- Numerous TSOL shows are known to circulate the tape trading network.

### Filmografía
- The Early Years (DVD) - (2008)
- Live In Hawaii (DVD) - (2004)
- Live In OC (DVD) - (2001)
- Suburbia - (1984)